# Verovering van Melilla
De verovering van Melilla vond plaats in september 1497, toen een door de hertog van Medina Sidonia gezonden vloot (de precieze betrokkenheid van de Katholieke Koningen bij de operatie is een twistpunt in de geschiedschrijving) de Noord-Afrikaanse stad Melilla innam.

## Geschiedenis
In de 15e eeuw raakten de mediterrane steden van het sultanaat Fez (waaronder Melilla) in verval in tegenstelling tot steden aan de Atlantische kust, waar zich het grootste deel van de economische activiteit concentreerde. Tegen het einde van de 15e eeuw was de haven van Melilla, die in het verleden vaak betwist werd tussen de heersers van Fez en die van Tlemcen, praktisch verlaten.
Al meteen na de val van het koninkrijk Granada in 1492 ontstonden er plannen voor de verovering van Melilla. De Spaanse kapiteins Lezcano en Lorenzo Zafra bezochten de kust van Noord-Afrika om mogelijke locaties te vinden waar de Spanjaarden gebied konden annexeren, en Melilla werd geïdentificeerd als een uitstekende kandidaat. Melilla bevond zich echter sinds 1479 in de Portugese invloedssfeer vanwege het Verdrag van Alcáçovaz, maar in 1494 stemde de Portugese koning Johan II in Tordesillas ermee in een uitzondering te maken en stond hij de Spanjaarden toe Melilla te veroveren.
De hertog stuurde Pedro Estopiñán. Estopiñán veroverde de stad in 1497 vrijwel zonder slag of stoot, omdat er door interne conflicten bijna geen soldaten meer aanwezig waren en de vesting verzwakt was.